# Parafia św. Antoniego w Mohylewie
Parafia św. Antoniego w Mohylewie (biał. Парафія Св. Антонія y Магілёве) – parafia rzymskokatolicka z siedzibą w Mohylewie. Jest siedzibą dekanatu mohylewskiego archidiecezji mińsko-mohylewskiej. Początki parafii sięgają XVII w., obecnie prowadzą ją klaretyni.

## Historia
Początki parafii św. Antoniego sięgają XVII wieku, kiedy to pierwszy drewniany kościół zbudowali bernardyni na brzegu rzeki Dniepr. Przybyli oni do miasta w 1687 r. W 1696 r. fundacji dokonał łowczy rzeczycki Teodor Rzewuski i podczaszy rzeczycki Michał Pietucki. W 1705 erygowano konwent. W 1708 kościół spłonął. W latach 1702–1720 wybudowano murowaną świątynię staraniem gwardiana Augustyna Baykowskiego. Został konsekrowany w 1720 r. W 1760 r. został rozbudowany, dodano wówczas dwuwieżową fasadę.

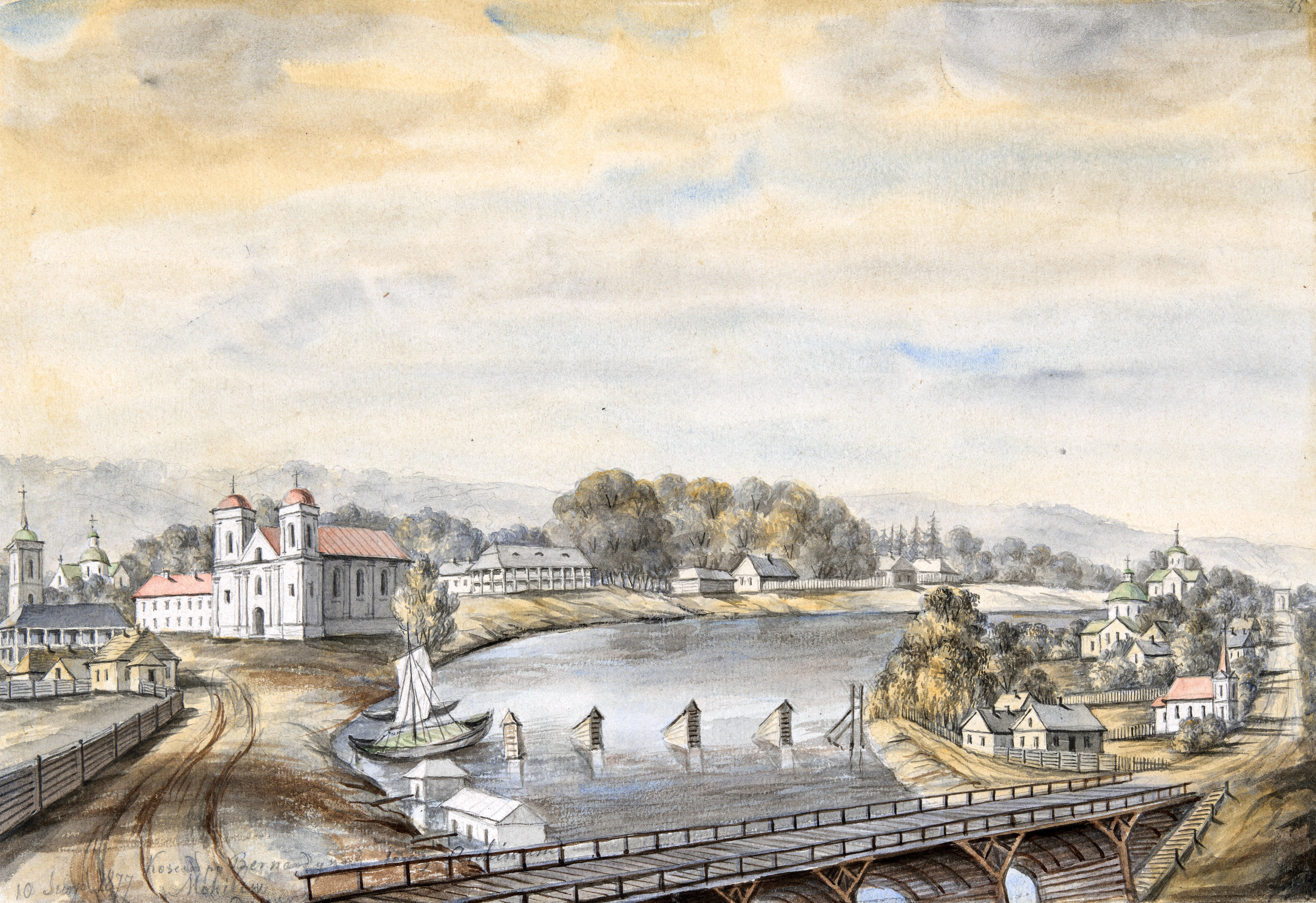
Kościół św. Antoniego i klasztor bernardynów na akwareli Napoleona Ordy z 1877r.

W 1772 roku konwent liczył 6 zakonników w tym 4 kapłanów. W 1808 roku przy klasztorze założono szkołę parafialną (w następnym roku miała 8 uczniów). Po stłumieniu powstania styczniowego władze carskie 2 grudnia 1864 roku skasowały klasztor, a zakonników wywieziono do Mińska i Kretyngi. Do 1865 r. przy kościele pracowało 2 kapłanów, a parafia liczyła około 2000 wiernych. Przynależało do niej Łupowskie przedmieście, znajdujące się za Dnieprem. 21 listopada 1865 r. władze rosyjskie zamknęły kościół. Zburzono wówczas wieże i przebudowano budynek na centralne archiwum sądowe, które funkcjonowało w nim od 1872 r. W 1897 r. w budynku kościoła umieszczono muzeum cerkiewno-archeologiczne, a w budynkach klasztoru Seminarium Prawosławne Patriarchatu Moskiewskiego. W czasach sowieckich w budynkach umieszczono urzędy państwowe.
Kościół ucierpiał podczas II wojny światowej, w lipcu 1941 r., a następnie został zburzony przez komunistów w 1956/1957 r. Do dzisiaj zachowały się fundamenty.
Odrodzenie parafii nastąpiło w 2002 r. dzięki staraniom proboszcza parafii katedralnej ks. Romana Foksińskiego. Pierwotnie parafianie spotykali się w kaplicy na cmentarzu katolickim w Mohylewie.
Parafia powstała na osiedlu Zadnieprze, które liczy ok. 200 tys. mieszkańców i się rozrasta. W 2004 r. przybyli do Mohylewa misjonarze klaretyni. Przez kilka lat trwało zbieranie niezbędnej dokumentacji do budowy świątyni. We wrześniu 2007 r. parafianie ogrodzili teren przy skrzyżowaniu ulicy Nikołaja Ostrowskiego i alei Aleksandra Shmidta. W 2008 r. zbudowano niewielką tymczasową kaplicę z zakrystią i jedną salką. Budowany kościół i ośrodek duszpasterski przylega do parku 60-lecia Wielkiej Rewolucji Październikowej.

## Obecnie
Przy parafii działa Żywy Różaniec, Legion Maryi, Domowy Kościół, chór parafialny (od 2011 r.) oraz służba liturgiczna. W niedziele i w pozostałe dni tygodnia o godz. 9.00 odprawiana jest Msza Święta w języku polskim.
Opiekę nad parafią sprawują Misjonarze Klaretyni: Jerzy Wierzchowski CMF i Wiatalij Czebotar CMF.